# Ordina Open 2002
Die Ordina Open 2002 waren ein Tennisturnier der WTA Tour 2002 für Damen und ein Tennisturnier der ATP Tour 2002 für Herren in Rosmalen in der Gemeinde ’s-Hertogenbosch und fanden zeitgleich vom 17. bis 23. Juni 2002 statt.

## Herrenturnier
→ Hauptartikel: Ordina Open 2002/Herren
→ Qualifikation: Ordina Open 2002/Herren/Qualifikation

## Damenturnier
→ Hauptartikel: Ordina Open 2002/Damen
→ Qualifikation: Ordina Open 2002/Damen/Qualifikation